# Fool for Love (1985)
Fool for Love is een Amerikaanse film van Robert Altman die werd uitgebracht in 1985.
De film is gebaseerd op het gelijknamige toneelstuk van Sam Shepard uit 1983. Hij schreef niet alleen het scenario voor de filmversie maar nam ook de mannelijke hoofdrol voor zijn rekening.

## Verhaal
New Mexico. May werkt als dienster in een oud en afgelegen motel aan de rand van de woestijn. In een vorig leven had ze een passionele en heftige relatie met Eddie. Maar ze werd Eddies bedrog beu en vertrok met de noorderzon. Ze vond ten slotte een schuilplaats in het motel. 
Op een avond, terwijl ze aan het wachten is op haar nieuwe vriend, doemen de demonen uit het verleden weer op: Eddie is haar op het spoor gekomen.

## Rolverdeling
| Acteur             | Personage        |
| ------------------ | ---------------- |
| Sam Shepard        | Eddie            |
| Kim Basinger       | May              |
| Harry Dean Stanton | de oude man      |
| Randy Quaid        | Martin           |
| Martha Crawford    | moeder van May   |
| Louise Egolf       | moeder van Eddie |
| Sura Cox           | May als tiener   |
| Jonathan Skinner   | Eddie als tiener |
| April Russell      | May als kind     |
| Deborah McNaughton | de gravin        |
| Lon Hill           | meneer Valdes    |